# Escolo
Escolo (en griego, Σκώλος) es el nombre de una antigua ciudad griega de Beocia, que fue mencionada por Homero en el Catálogo de las naves de la Ilíada.
Heródoto sitúa cerca de la ciudad el campamento de Mardonio en la batalla de Platea. Es mencionada en las Helénicas de Oxirrinco: Escolo fue una de las poblaciones que, junto con Eritras, Escafas, Potnias, Áulide, Esqueno y otras localidades semejantes que no tenían murallas, habían hecho sinecismo con Tebas, ciudad que duplicó así su número de habitantes.
Ello ocurrió ante la amenaza de los atenienses, al inicio de la guerra del Peloponeso.
Según Estrabón, se trataba de un lugar inhóspito y señala que fue el lugar donde fue despedazado Penteo, personaje de la mitología griega. En la época de Pausanias, pertenecía a la comarca de Platea. Este autor identificó las ruinas de Escolo en un desvío del camino de Platea a Tebas, antes de cruzar el río Asopo. Sin embargo, su localización no es unánime en la actualidad, ya que algunos lo sitúan al oeste del pueblo de Darimari y otros, en cambio, al norte del río Asopo.